# Eragrostis hainanensis
Eragrostis hainanensis är en gräsart som beskrevs av Liang Chi Chia. Eragrostis hainanensis ingår i släktet kärleksgrässläktet, och familjen gräs.
Artens utbredningsområde är Hainan (Kina). Inga underarter finns listade i Catalogue of Life.